# Antigeliermittel
Antigeliermittel (kurz auch Antigel genannt, letzteres ist aber nicht zu verwechseln mit Gefrierschutzmitteln) sind Stoffgemische, die in der Fruchtsaft- und Weinbereitung Verwendung finden. Es handelt sich hauptsächlich um Enzyme, so genannte Pektinasen, die beim Aufschluss von Maische und der Klärung von Saft und Wein eingesetzt werden. Sie sorgen beispielsweise dafür, dass der Fruchtsaft flüssig bleibt und nicht geliert. Antigeliermittel werden gentechnisch mithilfe von Pilzen gewonnen.
Durch Antigeliermittel in der Maische kann die Saftausbeute bei pektinreichen Früchten wie zum Beispiel Pflaumen erhöht werden. Auch zum Klären muss in erster Linie Pektin abgebaut werden, damit entweder die Klärung eintritt oder das Filtern möglich wird. Außerdem wird durch den Abbau des Pektins bei der Gärung die Schaumbildung verringert.